# Golden (Colúmbia Britânica)

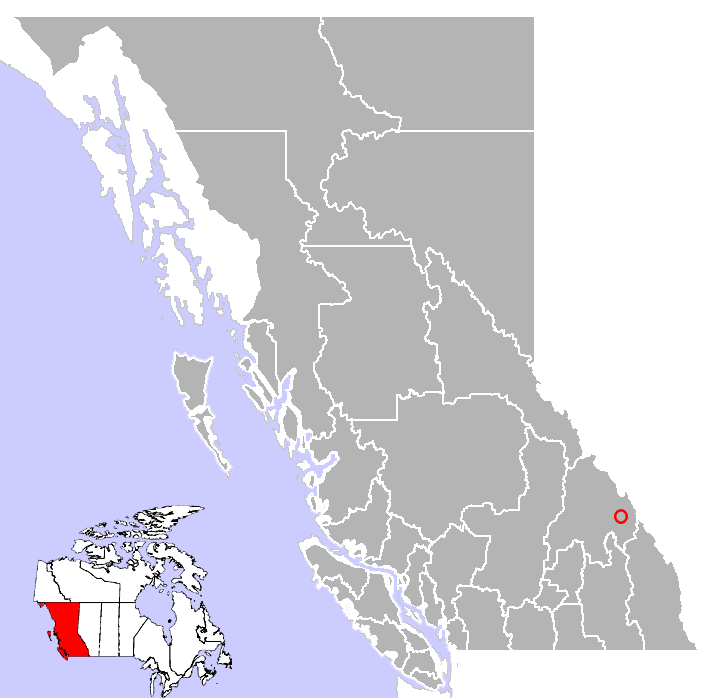
Localização de Golden na ´Colúmbia Britânica.

Golden é um município canadense localizado no sudeste da província de Colúmbia Britânica. Sua área é de 11,02 km² e sua poppulação em 2022 é estimada em 4 277. Situa-se entre cinco parques nacionais do Canadá: Parque Nacional Yoho, Parque Nacional de Banff, Parque Nacional Jasper, Parque Nacional Glacier e Parque Nacional Kootenay.